# Tranvías de Mérida

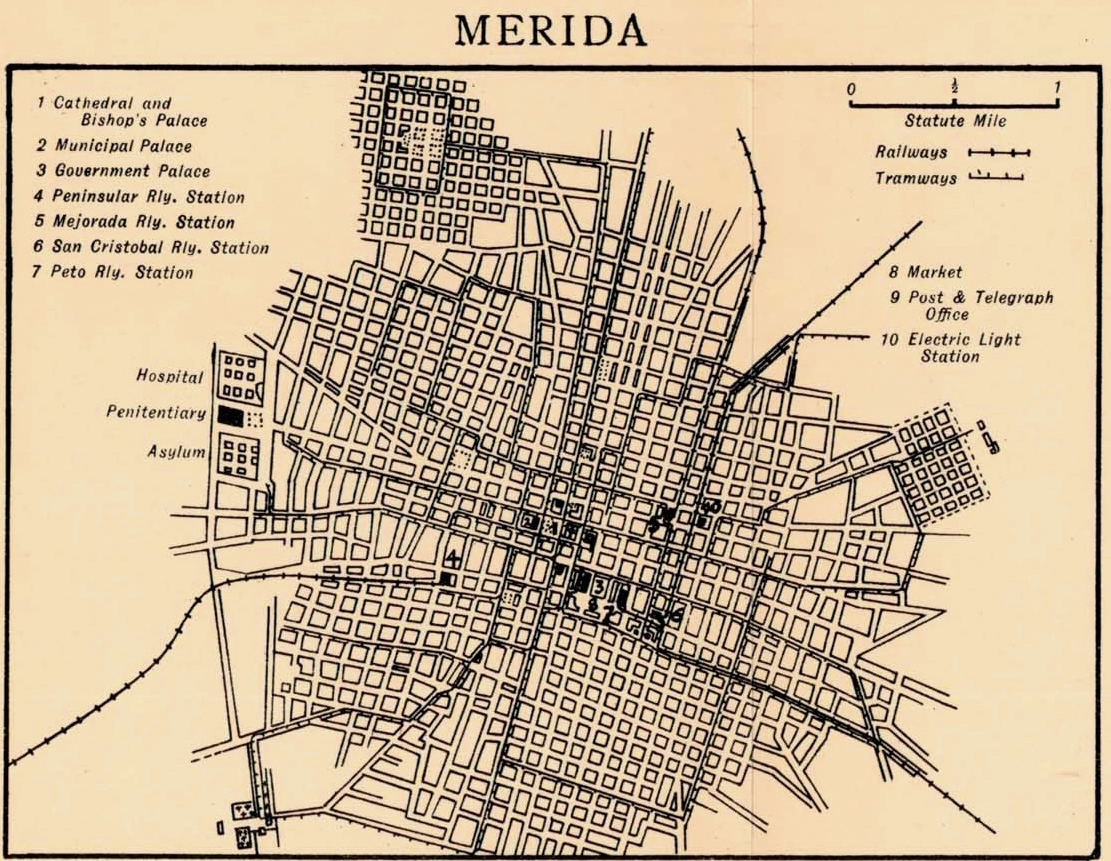
Mapa de 1919 ilustrando la red de tranvías en Mérida.

Tranvías de Mérida es una extinta compañía que operaba tranvías en la ciudad de Mérida, Yucatán.
Los primeros tranvías en Mérida comenzaron sus recorridos el 15 de septiembre de 1880 en la línea establecida por Manuel Dondé e inicialmente hacían uso de caballos. Los vagones se compraron a la John Stephenson Company de Nueva York. El 18 de junio de 1891 se fundó la Compañía de Tranvías de Mérida y se convirtió en el operador de los tranvías en la ciudad. 

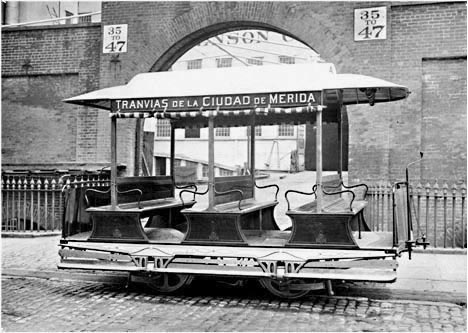
Tranvía fuera de la fábrica Stephenson, en Nueva York, alrededor de 1880

En 1893, la ciudad disponía de 25.4 kilómetros de tranvías y para 1895 se había extendido el sistema hasta 30.5 km. La John Stephenson Company construyó tranvías de vapor en 1902 para la Compañía de Tranvías de Mérida y se continuó la ampliación de la red:
- En 1900, recorría 34 km.
- En 1905, recorría 40 km.
- En 1906, recorría 46 km.
- En 1907, recorría 50 km y 150 tranvías.

Al terminar la década de 1920 la red consistía de 53 km de longitud. La compañía cerró en el año de 1930.